# Fantask
Fantask er en københavnsk boghandel og spilbutik, som åbnede 22. oktober 1971. Den ligger på hjørnet af Sankt Peders Stræde og Teglgårdstræde i Indre By.
Fantask startede som en specialboghandel for science fiction og fantasy samt tegneserier. Senere kom rollespillene til, der sammen med brætspil, figurspil og manga holdt til i en separat butik i Sankt Peders Stræde indtil begyndelsen af 2015, hvor aktiviteterne igen blev samlet i hjørnebutikken. Butikken spiller i dag en central rolle i det københavnske rollespils- og fantasymiljø.
Fantask har de senere år arrangeret en spilfestival i begyndelsen af marts i Kulturstationen Vanløse.
Fantask er også den ældste fungerende butik af sin slags, delt med den hollandske butik Lambiek
De to grundlæggere af butikken, Rolf Bülow og Søren Pedersen, fik i 2012 Pings ærespris for deres arbejde. I mange år var Marvel-Morten (Morten Søndergaard) butikkens ansigt, og da han gik på pension i 2017 var det en nyhedshistorie i de landsdækkende medier. Margit Nim er den nuværende (2019) ejer af Fantask.
I 2019 blev det annonceret at butikken ikke kunne løbe rundt på grund af konkurrencen fra net-butikken. Som reaktion på nyheden oprettede Benjamin Lund Preisler Herbst en gofundme-kampagne for at redde butikken (og donerede selv 20.000kr); efter en dag var der allerede doneret 290.000kr, over målet på 200.000kr.
I 2023 havde butikken atter problemer, hvor indehaveren manglede 600.000 kr, men fire investorer, heriblandt Per Sanderhage, fik reddet butikken.